# Salam Gharbi
Salam Gharbi (arab. سلام غربي) – wieś w Syrii, w muhafazie Hama. W 2004 roku liczyła 134 mieszkańców.